# Herner
Herner (Hoerner) – polski herb szlachecki z indygenatu.

## Opis herbu
Opis zgodnie z klasycznymi regułami blazonowania:
W polu błękitnym dwa pasy złote jeden nad drugim, pod którymi trąba myśliwska czerwona z obiciami i nawiązaniem złotym, zawieszona na dolnym pasie.
Klejnot: dwa skrzydła orle, prawe błękitne, lewe czerwone.
Labry: błękitne, podbite czerwienią.

## Najwcześniejsze wzmianki
Zatwierdzony indygenatem 10 lipca 1578 Tomaszowi Hoernerowi.

## Herbowni
Herner - Hoerner.